# Настоящие гремучники
Настоящие гремучники (лат. Crotalus) — род ядовитых змей подсемейства ямкоголовых семейства гадюковых.
Представителями являются преимущественно ядовитые змеи средних размеров. Максимальная длина самых крупных видов, ромбического гремучника (лат. Crotalus adamanteus) и техасского гремучника (лат. Crotalus atrox), достигает двух метров.
Характерная для всех видов особенность — наличие хвостового погремка (погремушки) из ороговелых кольцеподобных образований, при вибрации которых возникает треск — акустический сигнал, которым змея предупреждает врагов об опасности. Трещотки на конце хвоста нет только у молодых особей, а также у единственного из представителей рода — каталинского гремучника (лат. Crotalus catalinensis) с острова Санта-Каталина в Калифорнийском заливе. Ареал настоящих гремучников ограничен территориями Северной и Южной Америк.

## Внешний вид
Эти змеи отличаются крепким туловищем со средней длиной от 50 см до метра. Средняя длина самого длинного из видов, гремучника ромбического (лат. Crotalus adamanteus), составляет от 1,2 до 1,4 метра с максимальной длиной до 2,4 метра. Отдельные особи техасского гремучника (лат. Crotalus atroxs) также могут достигать двухметровой длины, но обычно имеют значительно меньшие размеры, самые большие экземпляры могут весить от двух до пяти кг, размер, которого достигают только два других представитель ядовитых змей — габонская гадюка или кассава (лат. Bitis gabonica) и южноамериканский бушмейстер или суруруку (лат. Lachesis muta).
Длина туловища некоторых горных видов достигает всего только 50 см, что соответствует размерам представителей трёх видов рода карликовые гремучники (лат. Sistrurus). Самцы почти всех видов больше самок, исключение составляет только рогатый гремучник (лат. Crotalus cerastes). При этом самки всех видов имеют значительно более толстое туловище и обычно процентов на 20 тяжелее самцов соответствующего размера.

## Виды
В роде настоящих гремучников 36 видов:
- Crotalus adamanteus — Ромбический гремучник
- Crotalus aquilus
- Crotalus atrox — Техасский гремучник
- Crotalus basiliscus — Чудовищный гремучник, или гремучник-василиск
- Crotalus catalinensis
- Crotalus cerastes — Рогатый гремучник
- Crotalus cerberus
- Crotalus culminatus
- Crotalus durissus — Каскавелла, или страшный гремучник

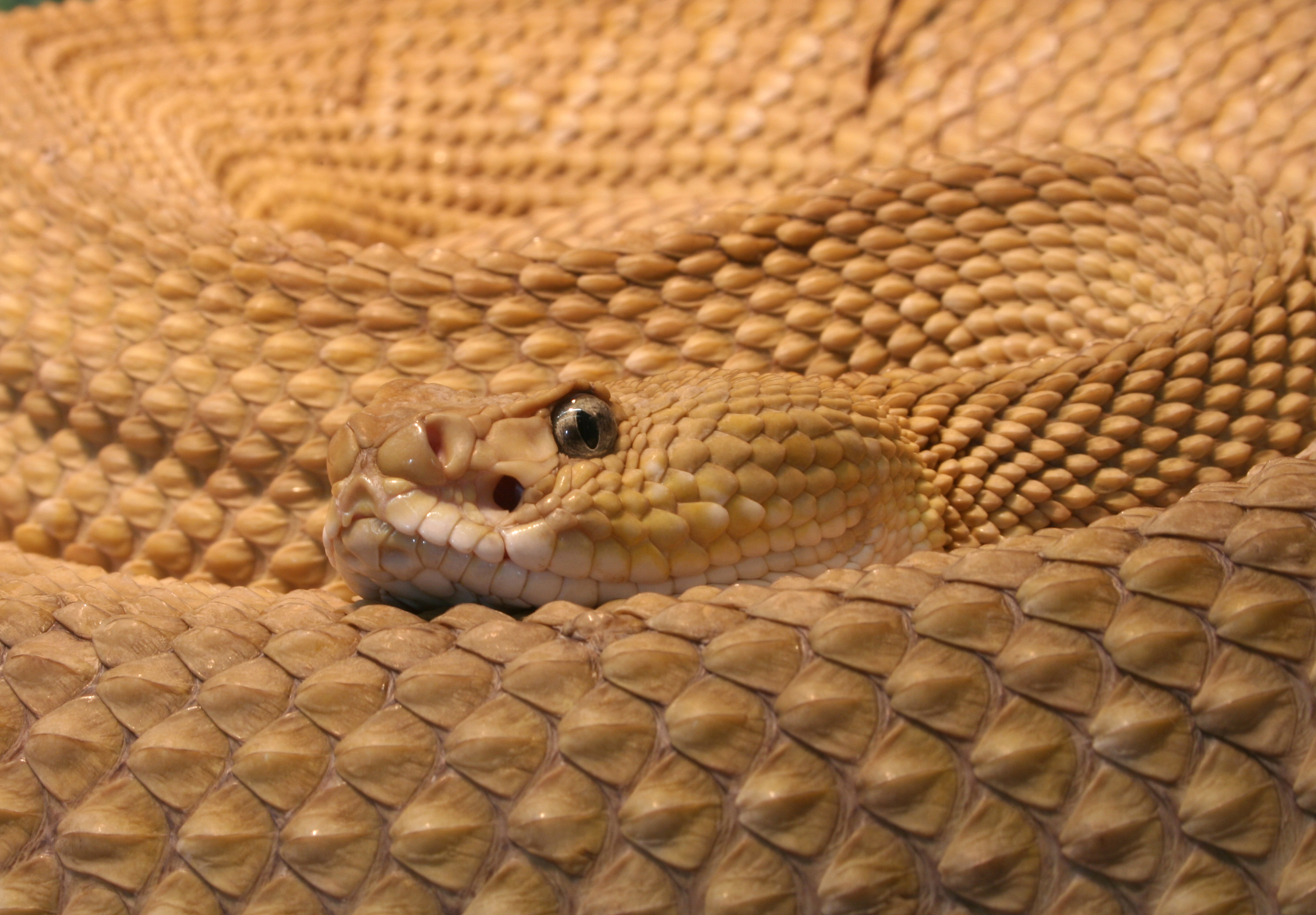
Crotalus basiliscus

- Crotalus enyo — Гремучник нижней Калифорнии
- Crotalus ericsmithi
- Crotalus horridus — Полосатый гремучник
- Crotalus intermedius — Малоголовый гремучник
- Crotalus lannomi
- Crotalus lepidus — Скальный гремучник
- Crotalus mitchellii — Пятнистый гремучник, или гремучник Митчелла
- Crotalus molossus — Чернохвостый гремучник
- Crotalus oreganus
- Crotalus ornatus
- Crotalus polystictus — Мексиканский гремучник
- Crotalus pricei — Аризонский гремучник
- Crotalus pusillus
- Crotalus ravus
- Crotalus ruber — Красный гремучник
- Crotalus scutulatus
- Crotalus simus
- Crotalus stejnegeri — Гремучник Штейнегера
- Crotalus stephensi
- Crotalus tancitarensis
- Crotalus tigris — Тигровый гремучник
- Crotalus totonacus
- Crotalus transversus — Поперечнополосатый гремучник
- Crotalus triseriatus
- Crotalus tzabcan
- Crotalus viridis — Зелёный гремучник
- Crotalus willardi — Гребненосый гремучник[4]